# 日本トイレ研究所
特定非営利活動法人 日本トイレ研究所（にほんトイレけんきゅうじょ）は、東京都港区に拠点を置く民間団体（特定非営利活動法人）。トイレを通じて社会をより良い方向へと変えてゆくことを目的とする。

## 概要
トイレ環境の改善に取り組んできた一般社団法人の日本トイレ協会が前身であり、同協会が活動の幅を広げるべく、文化活動以外の事業部門を発展させ、2009年（平成21年）にトイレ研究所として設立した。会員は2017年（平成29年）時点で約250名で、参画企業・団体は58社にのぼる。建築家や医療従事者、絵本作家やコピーライターといった、一見トイレとは無関係な肩書を持つ人たちが「トイレ向上委員」として名を連ねている点が特徴的である。
その活動は、子供のためのトイレ環境の改善や、公衆トイレ、商業施設のトイレ、災害時などのトイレ環境の改善をはじめ、トイレから見た社会問題の改善のためのフォーラムやワークショップなどの多岐にわたる。「子どもたちのトイレ環境」「災害時におけるトイレ対策」「多様性社会に対応するトイレ対策」を3本柱としている。
ほかにも11月10日が「トイレの日」に制定されていることにちなみ、2009年の同日には表参道ヒルズの公衆トイレを、プロの芸術家たちによる美術館に様変わりさせるユニークな美化プロジェクト「トイレ美術館」、2010年（平成22年）にはラゾーナ川崎プラザソルで「トイレに、愛を。フォーラム2010」と題し、「トイレから健康を考える」をテーマに睡眠・食・運動・排泄の専門家によるリレートーク、トイレで読む壁新聞『un・un（ウンウン）』の創刊など、毎年の同日に様々な活動を展開している。

## うんち教室
研究所の活動の目玉の一つが「うんち教室」である。これは各地の小学校で低学年の生徒向けに行われ、トイレの正しい使い方やマナー、大便の知識、排便の大切さなどを子供たちに教える。同様の活動は日本トイレ協会時代で1998年（平成10年）から「学校トイレ出前教室」として行われており、2007年（平成19年）に王子ネピアの協賛のもと、授業内容が確立され、トイレ研究所に引き継がれている。
うんち教室では、研究所代表である加藤篤が、王冠とマント姿で「うんち王子」を名乗り、歌やダンスなどで、子供たちにトイレと排便のことを教える。教材にも、研究所のキャラクターとして、ヨーデル星からやってきたという設定の「ウンコビッチ博士」、女の子の「ブリットニーちゃん」、「ワンワン」ではなく「ウンウン」と吠える犬「ウンコロ犬」、色々な形と状態を表した大便「キラキラうんち」「カチカチうんち」「ドロドロうんち」「ヒョロヒョロうんち」が登場しており、子供たちが楽しく勉強できるよう心がけられている。
2009年4月には、研究所が制作したCD『うんちっち!のうた』も発売された。加藤篤が作詞しており、排便の大切さ、良い便を出すためのコツなどのメッセージが子供らしい言葉で込められており、完成度が非常に高いとの声もある。カップリングには英語バージョンの『Poo‐Poo Song（プープーソング）』も収録され、研究所の「思いが世界に広まってほしい」という願いが込められている。
子供たちからの反響も大きく、「汚い」「臭い」といったマイナスイメージを伴いがちなトイレや大便の重要さを認識し、正しい排便のために食事の好き嫌いもなくなった、など多くの感想が寄せられている。小学校などからも多くの関心を寄せられており、トイレ研究所だけでは対応しきれないほどの盛況となったことで、研究所が指導マニュアルを作成し、養護教員ら向けの「うんち教室研修会」を開催し、指導法を教えるほどに発展している。